# Peter Erixon
Peter Erixon, född 1976 i Luleå, är en före detta programledare i Sveriges Radio P3s "Morgonpasset". Innan "Morgonpasset" arbetade Erixon bland annat med dokumentärer för P1, men även som programledare för P3-programmen "Jorden runt", "Folkradion" och "Doris".
Han har gått på radiolinjen på Hola folkhögskola samt pluggat vid Dramatiska institutet. Vid årsskiftet 2005/06 så slutade Peter Erixon på morgonpasset och p3 och började jobba som redaktör på Nordisk film. Han var producent bakom filmerna om Norra Norrland och Södra Norrland i serien "Svenskarnas egen historia". Under 2007/2008 jobbade han återigen med parhästen från "Morgonpassets" Carina Berg i TV4:s program "Förkväll" och "Berg flyttar in".